# 베른트 파츠케
베른트 파츠케(독일어: Bernd Patzke, 1943년 3월 14일, 베를린 ~)는 독일의 전직 프로 축구 선수이자 감독이다.
이 수비수는 서독 국가대표팀 일원으로 1966년 잉글랜드 대회, 1970년 멕시코 대회, 총 2차례의 월드컵에 출전했다.
그는 1965년부터 1971년까지 총 24번의 국가대표팀 경기에 출전했다.
파츠케는 1971년 분데스리가 스캔들에 연루되었고, 이후 남아프리카 공화국 전국 축구 리그로 나가기도 했다.

## 수상
1860 뮌헨
- 분데스리가: 1965–66